# 稲荷駅

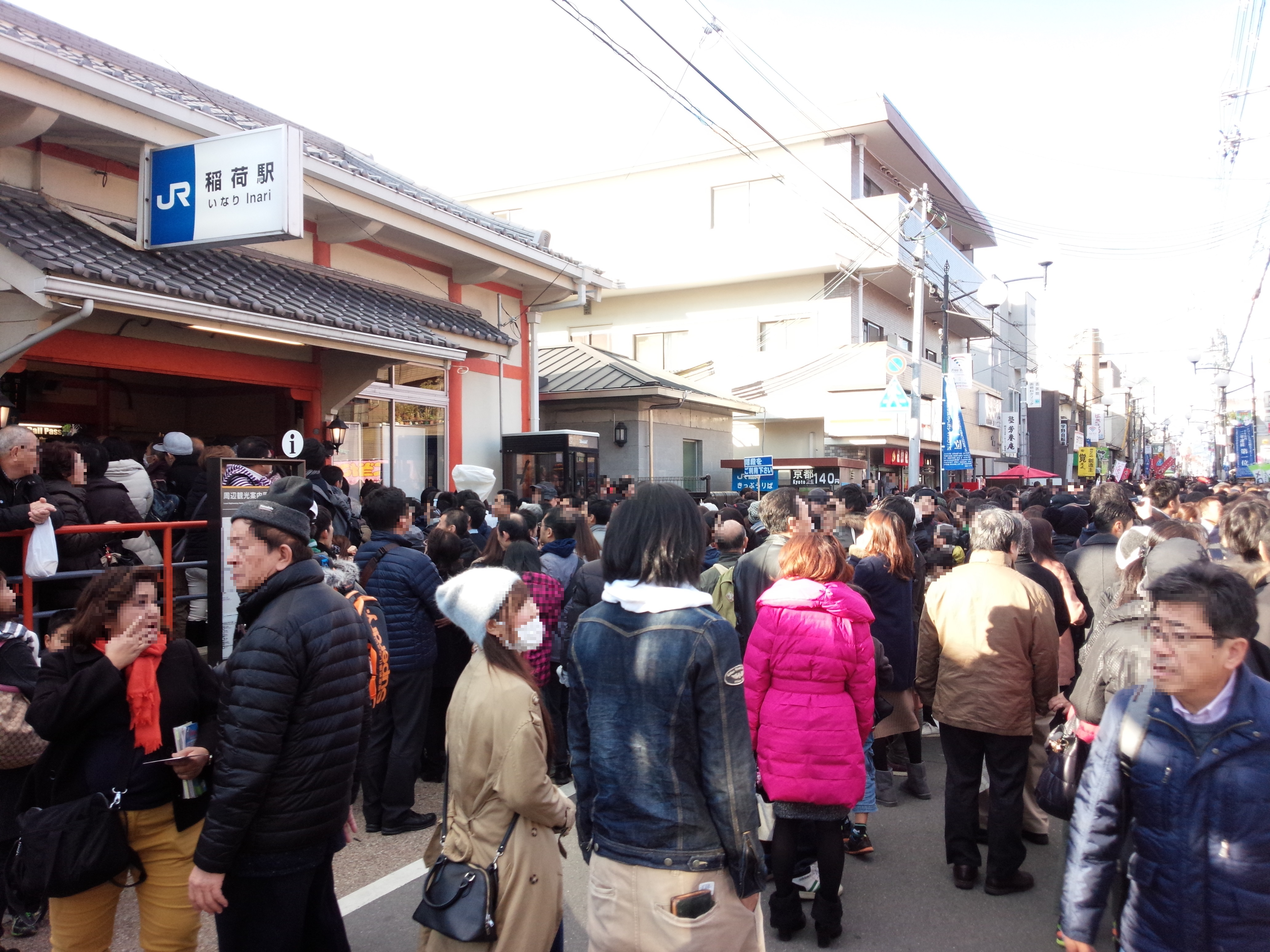
初詣客で混雑する駅前（2016年1月）

稲荷駅（いなりえき）は、京都府京都市伏見区深草稲荷御前町にある、西日本旅客鉄道（JR西日本）奈良線の駅である。駅番号はJR-D03。
伏見稲荷大社への最寄り駅で、正月や紅葉シーズンには一部のみやこ路快速が臨時停車する。

## 歴史
1879年、後に東海道本線となる京都駅 - 大谷駅間の鉄道が開業した際に開設された。翌年には大谷から大津まで延伸、1889年には新橋駅 - 神戸駅間が全通し、東海道本線の駅となった。
1921年に東海道本線の馬場駅（現・膳所駅） - 京都駅間が新逢坂山トンネル・東山トンネル経由の現在線に切り替えられ、同時に残る京都駅 - 稲荷駅間が桃山駅からの奈良線の新線と接続され同線に編入（詳細は路線記事を参照のこと）されたため、当駅は奈良線の駅となった。

### 年表
- 1879年（明治12年）8月18日：官設鉄道の京都駅 - 大谷駅間の延伸開業に伴い[4][7]、駅開業[3][8]。
- 1895年（明治28年）4月1日：線路名称制定。東海道線（1909年より東海道本線）の所属となる[7]。
- 1921年（大正10年）8月1日：鉄道省東海道本線馬場駅（→膳所駅）- 京都駅間新線開業により、東海道本線馬場駅（→膳所駅） - 当駅間廃止。当駅 - 京都駅間は奈良線に移管。当駅 - 桃山駅間の奈良線の新線を開業。当駅も奈良線の所属となる[9]。
- 1935年（昭和10年）3月：駅舎改築[10]。
- 1961年（昭和36年）1月15日：貨物の取り扱いを廃止[11]。
- 1972年（昭和47年）8月15日：跨線橋完成[12]。
- 1984年（昭和59年）10月20日：荷物扱い廃止[11]。
- 1987年（昭和62年）4月1日：国鉄分割民営化に伴い、西日本旅客鉄道（JR西日本）の駅となる[5][8]。
- 1992年（平成4年）1月1日：前年の快速運転開始に伴い、当駅への正月臨時停車を開始する（2002年以降はみやこ路快速に振り替え）。
- 1998年（平成10年）9月3日：自動改札機を設置し、供用開始[13]。
- 2003年（平成15年）11月1日：「ICOCA」の利用が可能となる[14]。
- 2009年（平成21年）2月16日：みどりの窓口が設置される。
- 2018年（平成30年）3月17日：駅ナンバリングが導入され、使用を開始[15]。
- 2020年（令和2年）　　　　　　　　
  - 2月14日：この日をもってみどりの窓口が営業を終了[16]。
  - 2月15日：みどりの券売機プラスの利用を開始[16]。

## 駅構造
相対式ホーム2面2線を持つ地上駅で、分岐器や絶対信号機を持たないため、停留所に分類されていたが、2018年4月ごろに配線変更を行わず駅前後の信号機が絶対信号機に変更されたため、停留所ではなくなった。曲線部にあるためホームがカーブしている。駅舎は2番のりば（下り）側にあり、反対側の1番のりば（上り）へは跨線橋で連絡している。2008年12月にエレベーターと非常ボタンの使用が開始され、バリアフリー化された。
1935年（昭和10年）に竣工したコンクリート造りの駅舎を有する。伏見稲荷大社の最寄り駅ということもあり、駅の柱が一部朱色に塗られている。また、当駅の構内には東海道本線の駅であった名残の国鉄最古のランプ小屋（準鉄道記念物）が現存している。内部には当駅や奈良線に関する備品類が収蔵されている。
宇治駅が管理し、JR西日本交通サービスが駅業務を受託している業務委託駅である。ICカード乗車券「ICOCA」を利用できる（相互利用可能ICカードはICOCAの項を参照）。JRの特定都区市内制度における「京都市内」の駅で、第1回近畿の駅百選に選定されている。

### のりば
| のりば | 路線   | 方向 | 行先           |
| ------ | ------ | ---- | -------------- |
| 1      | 奈良線 | 上り | 京都方面       |
| 2      | 奈良線 | 下り | 宇治・奈良方面 |

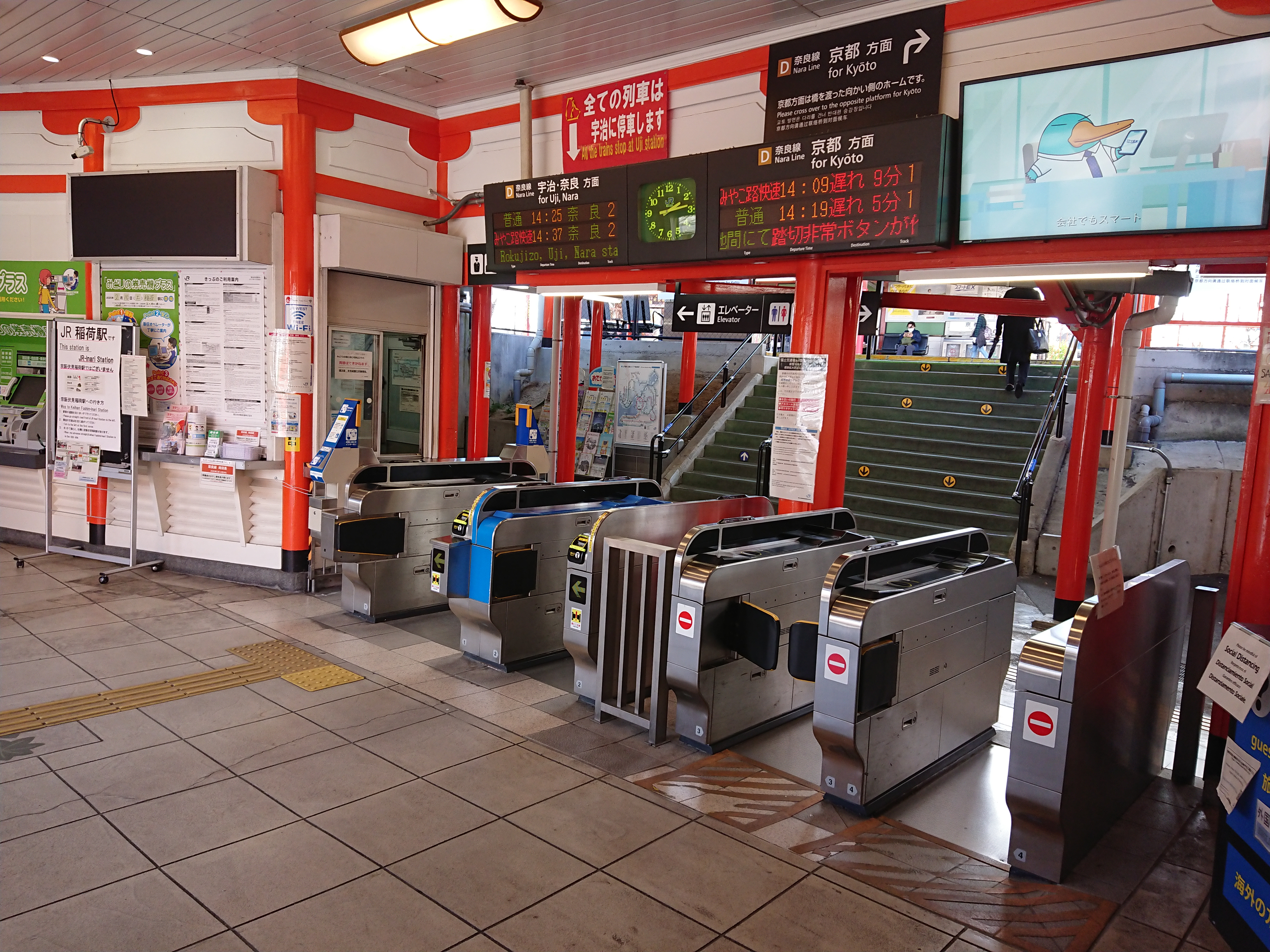
改札口（2020年4月）
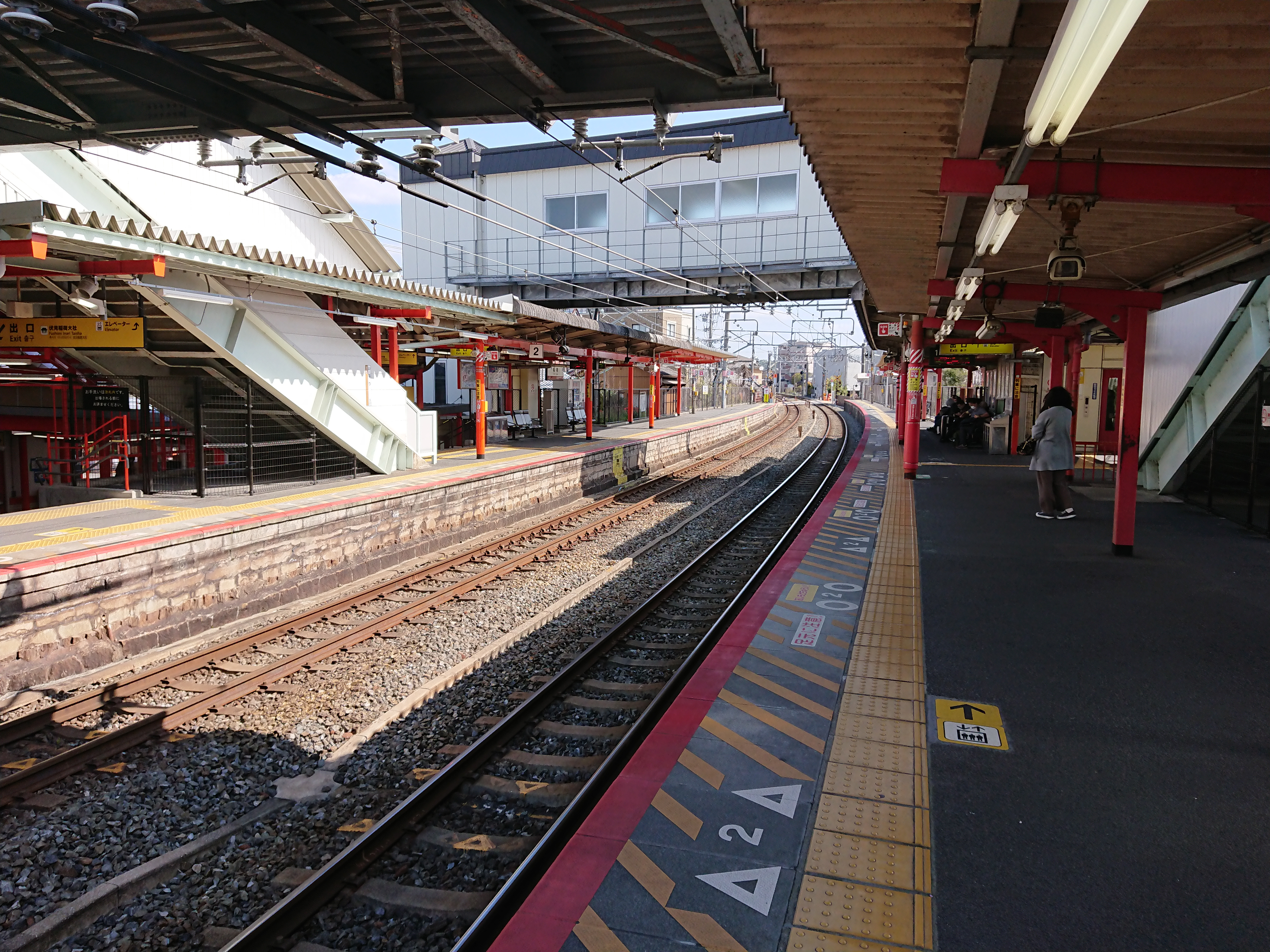
ホーム（2020年4月）
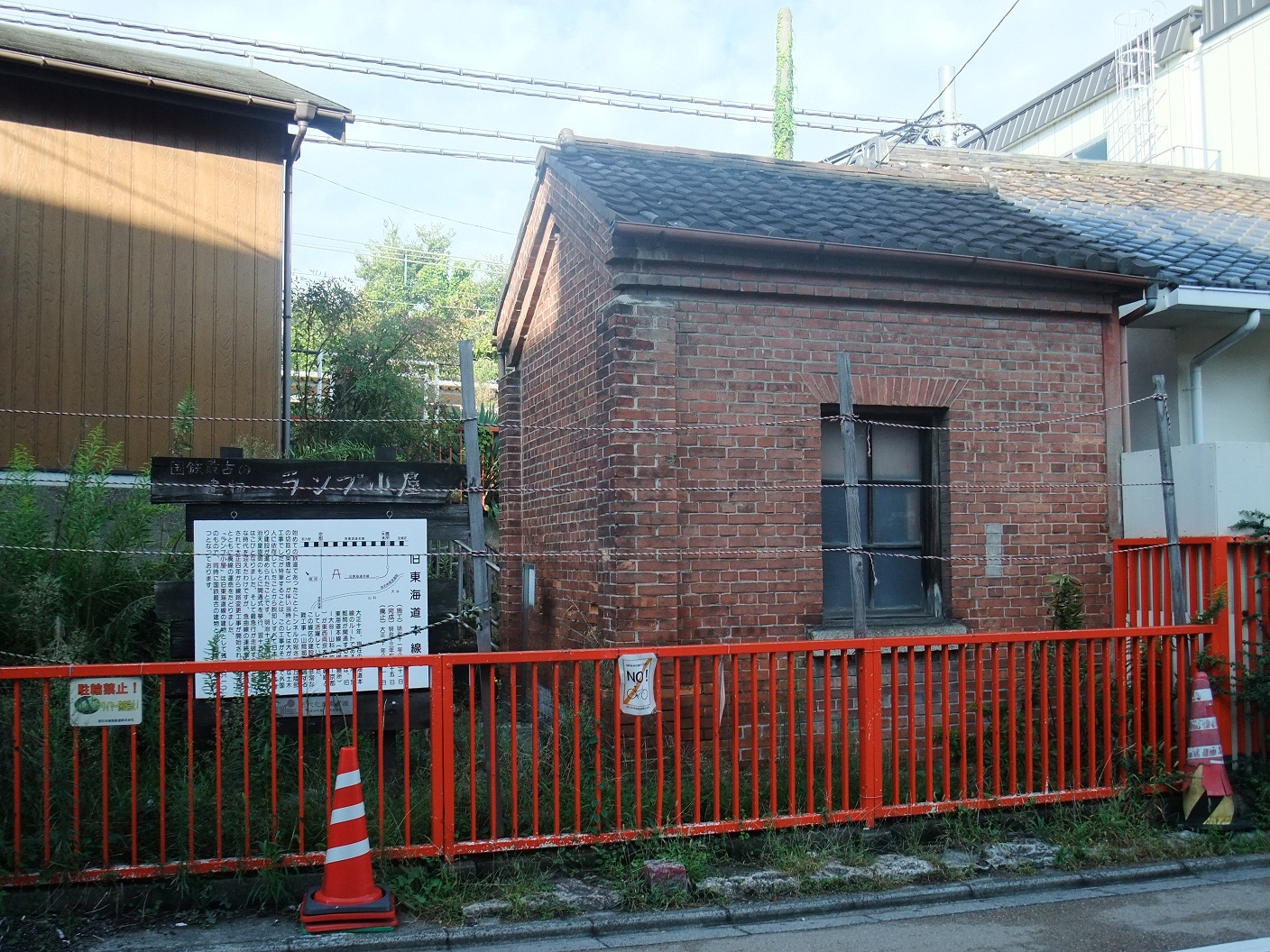
ランプ小屋（2012年10月）

## 利用状況
京都府統計書によると、1日の平均乗車人員は以下の通りである。JR西日本の移動等円滑化取組報告書によれば、2023年度の1日当たりの利用者数は18,228人。奈良線の普通のみの停車駅では最多であり、京都駅・東福寺駅・奈良駅を除く快速停車駅を上回っている。
| 年度   | 一日平均 乗車人員 |
| ------ | ----------------- |
| 1999年 | 4,203             |
| 2000年 | 4,266             |
| 2001年 | 4,471             |
| 2002年 | 4,567             |
| 2003年 | 4,759             |
| 2004年 | 4,951             |
| 2005年 | 5,055             |
| 2006年 | 5,233             |
| 2007年 | 5,406             |
| 2008年 | 5,452             |
| 2009年 | 5,375             |
| 2010年 | 5,608             |
| 2011年 | 5,896             |
| 2012年 | 6,492             |
| 2013年 | 7,016             |
| 2014年 | 7,285             |
| 2015年 | 8,683             |
| 2016年 | 9,041             |
| 2017年 | 9,523             |
| 2018年 | 9,318             |
| 2019年 | 8,877             |
| 2020年 | 3,679             |
| 2021年 | 4,860             |
| 2022年 | 6,978             |

### 年度別1日平均乗車人員（旧データ）
1930年代から1940年代にかけて各年度の1日平均乗車人員は下表の通り。
| 年度               | 1日平均 乗車人員 |
| ------------------ | ---------------- |
| 1931年（昭和06年） | 173              |
| 1932年（昭和07年） | 184              |
| 1933年（昭和08年） | 226              |
| 1934年（昭和09年） | 231              |
| 1935年（昭和10年） | 272              |
| 1936年（昭和11年） | 256              |
| 1937年（昭和12年） | 265              |
| 1938年（昭和13年） | 348              |
| 1939年（昭和14年） | 364              |
| 1940年（昭和15年） | 320              |
| 1941年（昭和16年） | 435              |

## 駅周辺
駅を出るとすぐ、伏見稲荷大社への参道が続く。伊藤若冲の五百羅漢と墓のある石峯寺 (京都市)は、南東へ徒歩8分ほど。
- 伏見稲荷駅（京阪本線）
- 龍谷大前深草駅（京阪本線）
- 龍谷大学深草キャンパス
- 京都市立京都奏和高等学校 ( 京都市立伏見工業高等学校跡地)
- 京都市立京都工学院高等学校（立命館中学校・高等学校跡地）

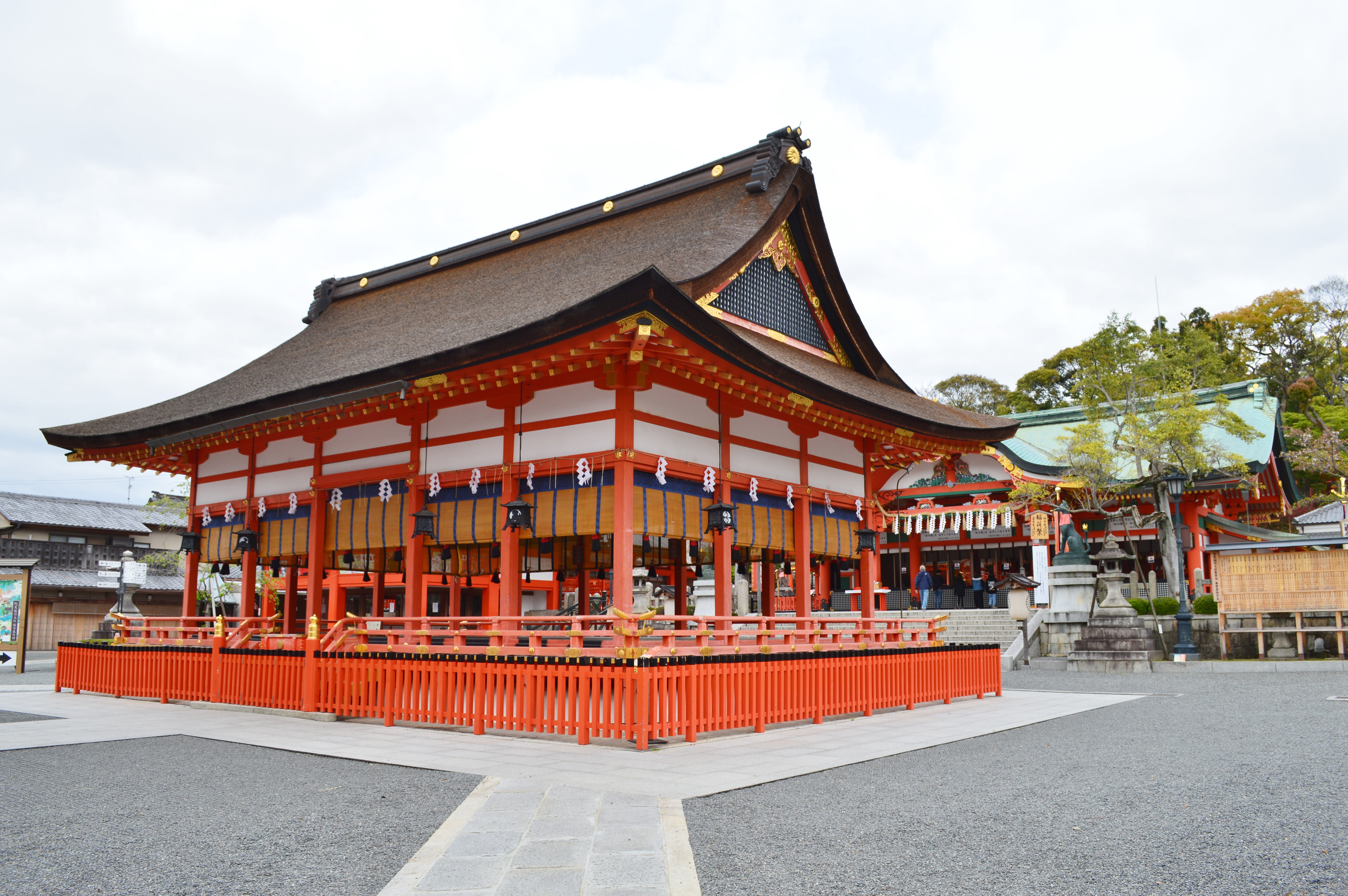
伏見稲荷大社（外拝殿）
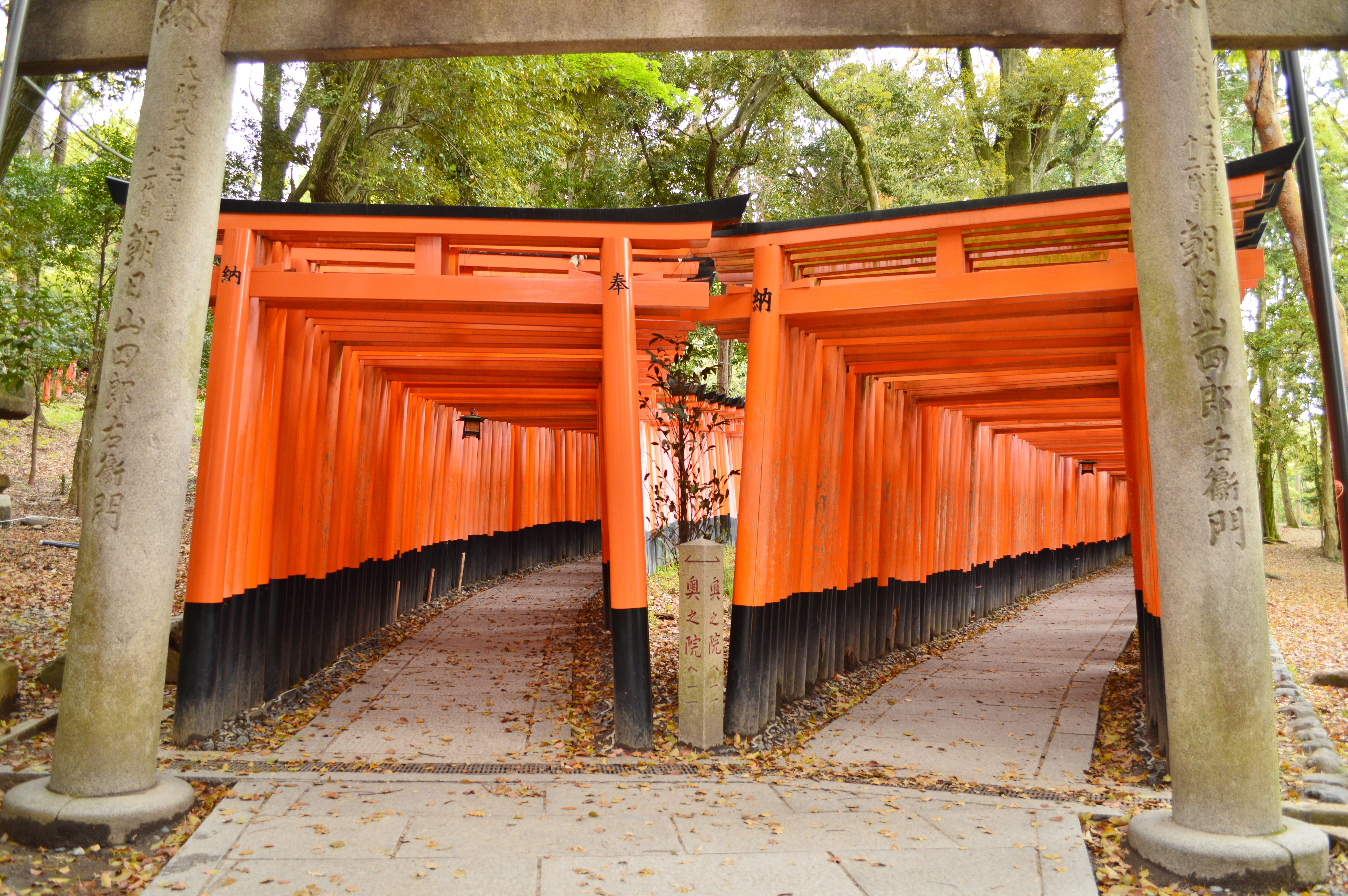
伏見稲荷大社（千本鳥居）
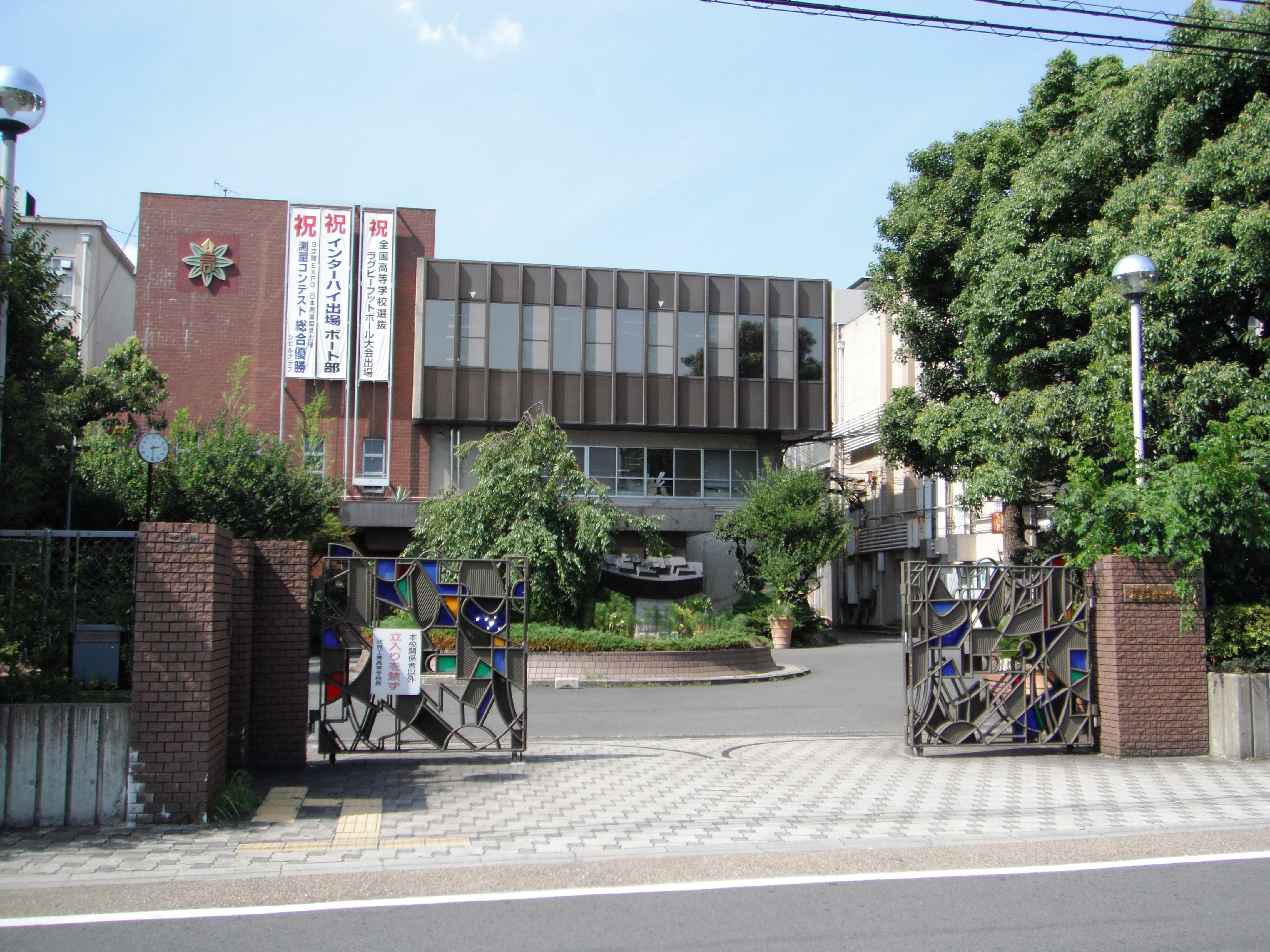
京都市立伏見工業高等学校

## バス路線
駅前にバス停は設けられていない。最寄りとなるバス停は駅西側に設けられている。
稲荷大社前
駅から350m西方の師団街道沿いにある。
- 京都市バス
  - 南5号系統：竹田駅東口・横大路車庫前行／京都駅前行
  - 急行105号系統（休止中[26]）：竹田駅東口・横大路車庫前行／京都駅前行

勧進橋
駅から1km西方の国道24号沿いにある。
- 京都市バス
  - 81系統：横大路車庫前／京都駅前行

## 隣の駅
西日本旅客鉄道（JR西日本）
 奈良線
■ みやこ路快速・■ 快速・■ 区間快速
通過
- 正月三が日の初詣シーズンには、みやこ路快速と区間快速が臨時停車する。また、その他の行楽シーズンにおいてもみやこ路快速と区間快速が臨時停車することがある。

■ 普通
東福寺駅 (JR-D02) - 稲荷駅 (JR-D03) - JR藤森駅 (JR-D04)

### かつて存在した路線
鉄道省
東海道本線（旧線）
山科駅 - 稲荷駅 （- 京都駅）